# Мирјана Роксандић
Мирјана Роксандић је физички антрополог српског порекла, редовни професор на Универзитету у Винипегу (Канада).